# Bảo tàng Ottó Herman
Bảo tàng Ottó Herman là bảo tàng lớn nhất ở Miskolc, Hungary. Nơi đây hiện đang lưu trữ 600.000 hiện vật. Các hiện vật thuộc các chủ đề khảo cổ học, khoáng vật học, nghệ thuật, lịch sử và dân tộc học.

## Lịch sử
Bảo tàng được thành lập vào năm 1899 với tên gọi Bảo tàng Borsod-Miskolcz. Trong lịch sử, Borsod là một quận cũ có thủ phủ là thành phố Miskolcz, nay đổi tên thành Miskolc. Bảo tàng trở thành tài sản công vào năm 1949. Đến năm 1953, Bảo tàng lấy tên của nhà bác học Ottó Herman nổi tiếng. Năm 1963, bảo tàng ngày càng mở rộng, không chỉ thu thập các hiện vật từ Miskolc và Borsod, mà từ toàn bộ hạt Borsod-Abaúj-Zemplén.

## Các địa điểm triển lãm thuộc Bảo tàng Ottó Herman
Bảo tàng bao gồm một số tòa nhà tọa lạc ở Miskolc và ở hạt Borsod-Abaúj-Zemplén. Trong đó tòa nhà gần quảng trường Erzsébet ở Miskolc là lâu đời nhất. Nơi đây tổ chức triển lãm bộ sưu tập khoáng sản. Tòa nhà chính trên phố Görgey được xây dựng vào năm 1952; tòa nhà này là nơi trưng bày các hiện vật nghệ thuật, thư viện và các kho lưu trữ.
Bảo tàng Biển Pannonia là một trong những bộ phận mới được thành lập của bảo tàng, mở cửa vào năm 2013.
Các địa điểm triển lãm khác là Bảo tàng Abaúj ở Forró, Bảo tàng Lâu đài Bodrogköz ở Pácin, Bảo tàng Ferenc Kazinczy ở Sátoraljaújhely, Nhà tưởng niệm Ferenc Kazinczy ở Széphalom, Phòng trưng bày Sárospatak, Bảo tàng Gömör ở Putnok, Phòng trưng bày László Holló ở Putnok, Bảo tàng Matyó ở Mezőkövesd, Bảo tàng Máy móc nông nghiệp ở Mezőkövesd, Bảo tàng Tokaj ở Tokaj và Bảo tàng Zemplén ở Szerencs.